# Болонья (тканина)
Болонья (від назви італійського міста Болонья, звідки походить ця тканина) — синтетична тканина, яка призначена для виробництва плащів, курток та іншого водонепроникного одягу.
Тканина «болонья» потрапила в СРСР з Італії на початку 1960-х років. Спочатку вона вироблялася на Наро-Фомінському шовковому комбінаті, де перейняли італійський досвід її виготовлення..
«Болонья» являє собою капрон або нейлон, покритий поліакрилатами і силіконами. Покриття водонепроникне, з 2-4 шарів, нанесених на внутрішню сторону основи. Перший з шарів забезпечує водонепроникність, для його нанесення застосовується речовина з великою в'язкістю — розчин полімеру і сополімеру акрилової кислоти в етилацетаті з добавками поліізоціанати і білої сажі. Наступний шар складається з того ж речовини але менш в'язкого, призначений для підвищення привабливості тканини. На дорожчі вироби для поліпшення якості наносять третій і четвертий шари, останній містить металеву пудру різних відтінків. Після нанесення цих шарів виріб з обох сторін піддається обробці силіконом, що володіє водовідштовхувальним дією.
Також як і сам капрон, «болонья» не підпадає під вплив кислот, лугів, бактерій. Вона більш ніж в два рази легше бавовняної тканини і набагато міцніша. У той же час, полімерні плівки на капроні «болоньї» розчиняються уайт-спіритом і іншими органічними розчинниками. «Болонья» не пропускає не тільки воду, а й повітря, їй шкодять прямі сонячні промені.
За радянських часів болонья вважалася дорогим і, природно, дефіцитним матеріалом. Саме таку згадку про болонью можна знайти  у В. С. Висоцького у пісні «Діалог біля телевізора» (1973):
… Мои друзья — хоть не в болонии,
зато не тащат из семьи!
А гадость пьют из экономии,
хоть поутру, да на свои